# 望向太阳
《望向太阳》（德語：In die Sonne schauen）是2025年上映德国劇情片，由德国女导演玛莎·施林斯基自编自导。电影讲述四个不同年代的女孩与阿尔特马克一座农场的特殊连接。电影入选第78屆坎城影展主竞赛单元，2025年5月14日首映，最终获得評審團獎。2025年9月11日在德国上映，由新视界发行。

## 故事大纲
阿尔玛、艾丽卡、安吉莉卡、伦卡四个女孩来自不同年代，她们的人生却有着相互的联系。四人在阿尔特马克地区的一个四边形农庄里度过童年。就在她们走向不同的人生道路之时，岁月的痕迹开始逐渐浮现。

## 演员
- 汉娜·赫克特（德语：Hanna Heckt） 饰 阿尔玛（Alma）
- 莱娜·乌泽多夫斯基（英语：Lena Urzendowsky） 饰 安吉莉卡（Angelika）
- 莱妮·盖泽勒（Laeni Geiseler）饰 伦卡（Lenka）
- 苏珊娜·伍艾斯特（英语：Susanne Wuest） 饰 艾玛（Emma）
- 露易丝·海尔（英语：Luise Heyer） 饰 克丽丝塔（Christa）
- 莉亚·德林达（德语：Lea Drinda） 饰 艾丽卡（Erika）
- 弗洛里安·盖塞尔曼（德语：Florian Geißelmann） 饰 雷纳（Rainer）
- 格蕾塔·克莱默（Greta Krämer）饰 莉娅（Lia）
- 克劳迪娅·盖斯勒-巴丁（德语：Claudia Geisler-Bading） 饰 伊尔姆（Irm）
- 柔伊·拜尔（Zoë Baier）饰 耐莉（Nelly）
- 康斯坦丁·林德霍斯特（德语：Konstantin Lindhorst） 饰 乌韦（Uwe）
- 露西娅·奥珀曼（德语：Luzia Oppermann） 饰 图迪（Trudi）
- 格德·贝内迪克斯（德语：Gode Benedix） 饰 马克斯（Max）
- 菲利普·施纳克（德语：Filip Schnack） 饰 弗里茨（Fritz）
  - 马丁·勒特尔（德语：Martin Rother） 饰 老弗里茨
- 安德烈亚斯·安克（德语：Andreas Anke） 饰 阿尔巴特（Albat）
- 莉安·杜斯特霍夫特（德语：Liane Düsterhöft） 饰 弗丽达（Frieda）
- 卢卡斯·普里森（英语：Lucas Prisor） 饰 汉内斯（Hannes）
- 尼涅·盖格尔（Ninel Geiger）饰 凯雅（Kaya）
- 海伦娜·吕埃尔（Helena Lüer）饰 盖蒂（Gerti）
- 阿纳斯塔西娅·切列帕卡（Anastasia Cherepakha）饰 赫达（Hedda）
- 巴贝尔·施瓦茨（德语：Bärbel Schwarz） 饰 伯塔（Berta）

## 制作

### 开发

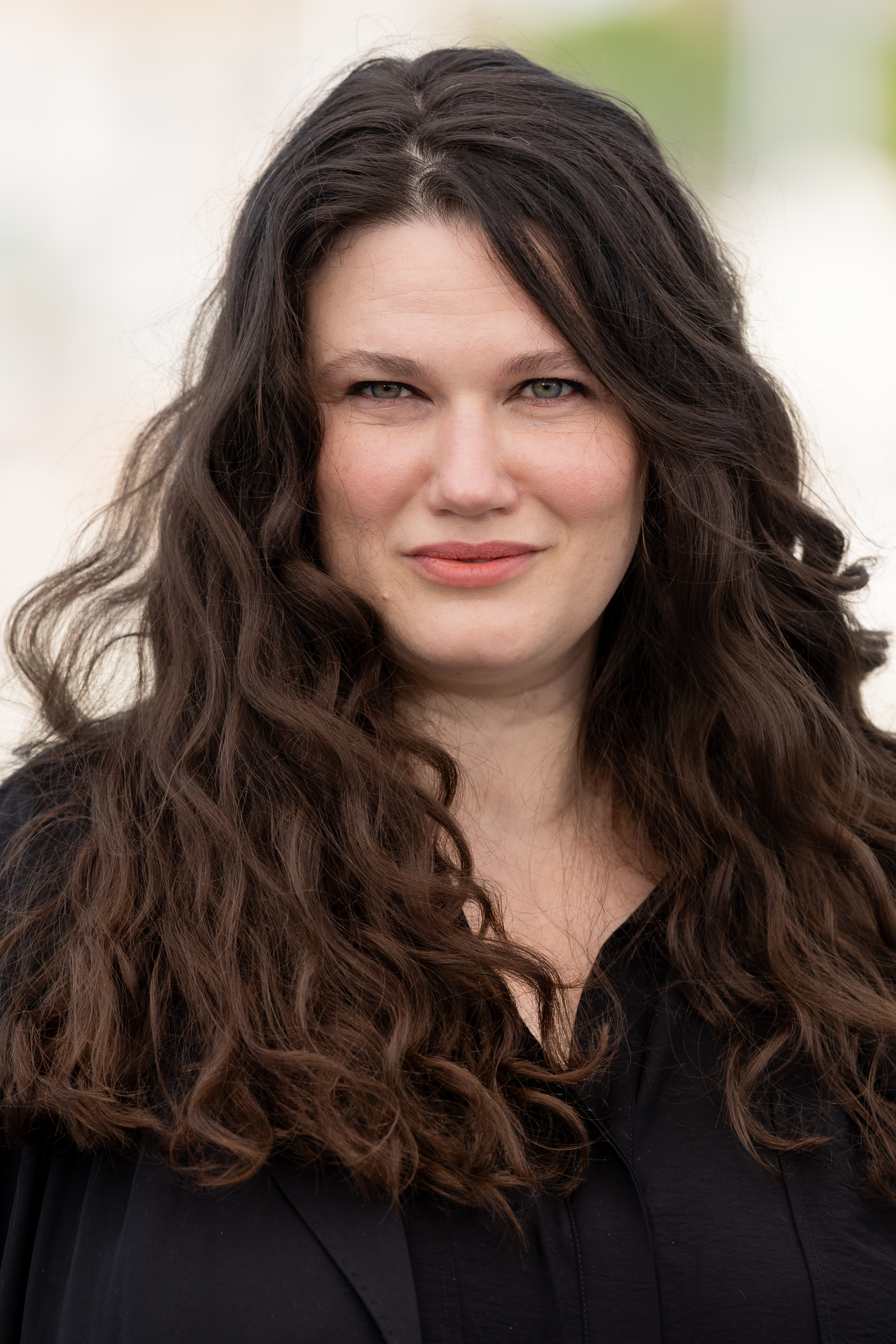
导演兼编剧玛莎·施林斯基

编剧玛莎·施林斯基和路易丝·彼得在阿尔特马克一座农场过暑假，受此启发创作本片剧本。两人看了一张1920年拍摄的三位女性的照片，开始想象她们的生活到底是怎样。
|                 | 穿过农舍的房间，我们能嗅到历史的气息。这让我想起自孩提时代就有的一个问题。到底有什么样的事情曾在这个房间发生？谁曾经坐在我现在坐着的地方？这里究竟上演着怎样的命运？曾经住在这里的人们经历了些什么？他们的感受如何？ |
| ——玛莎·施林斯基 | |

剧本历时三年开发，暂定名称“医生说我会没事，但我感觉很忧郁”（The Doctor Says I'll Be Alright, But I'm Feelin' Blue）。2023年，剧本赢得MFG电影基金会颁发的托马斯·施特里马特编剧奖。

### 选角
超过1400名女孩参演四位主角的试镜。施林斯基表示，剧组找到的女孩的面孔能代表每个角色所处的时代。选角工作耗时一整年，演出阵容由专业演员和素人组成。

### 拍摄
主体拍摄于2023年8月启动。拍摄工作耗时34天，取景地包括萨克森-安哈尔特的纽林根和韦尔加斯特。
在视觉层面，剧组参考了美国摄影师弗朗西斯卡·伍德曼的作品。拍摄工作于2023年9月2日完成。

## 发行

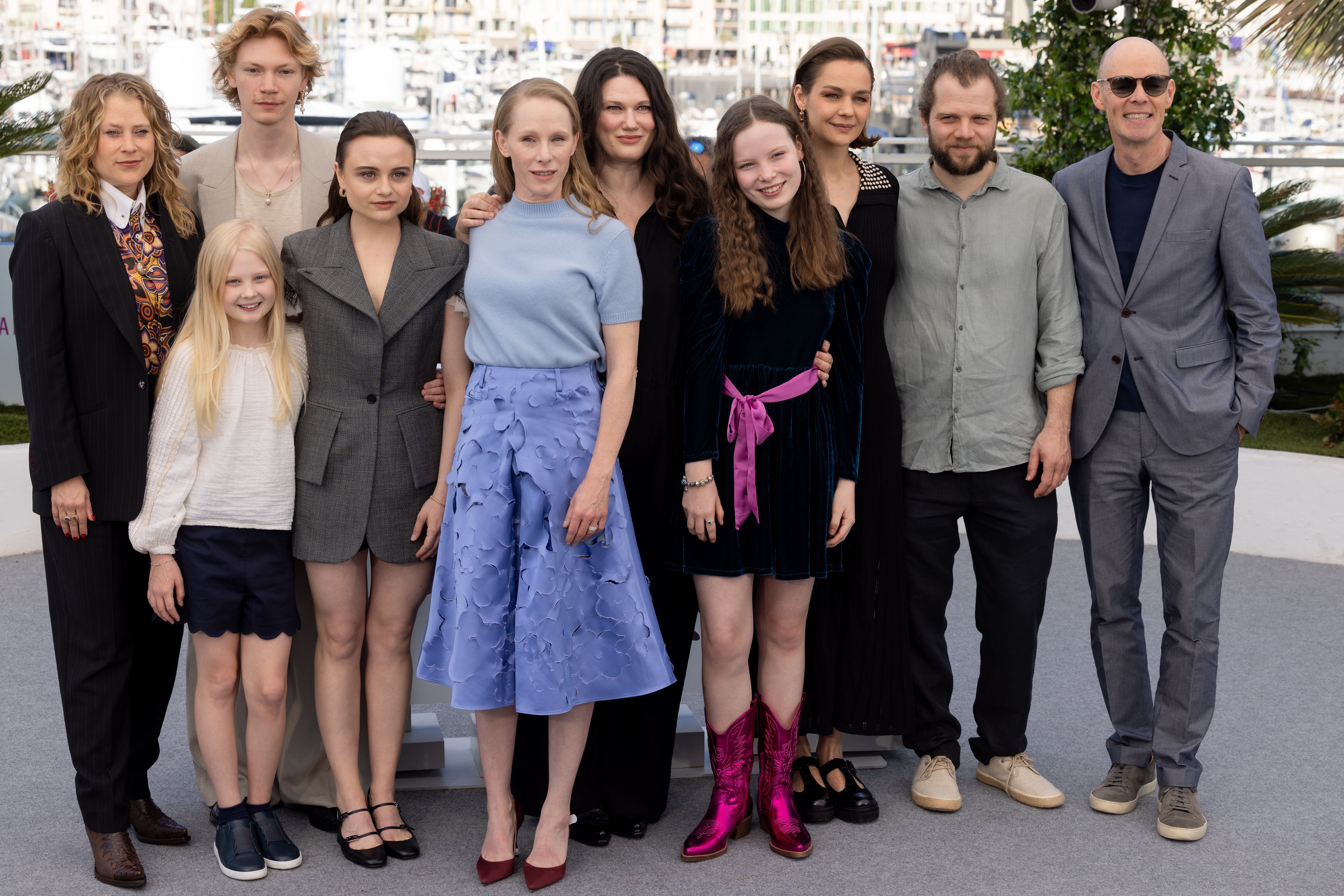
玛莎·施林斯基携主创团队亮相第78屆坎城影展

电影入选2023年12月莱萨尔克电影节“创作中作品”单元。2025年4月，mk2 Films买下电影海外发行权。2025年5月13日，电影宣传片及正式预告片公开。2025年5月14日，电影于第78屆坎城影展主竞赛单元全球首映，是自2016年瑪倫·艾德凭《托尼·厄德曼》入围主竞赛单元以来，再度有德国女性电影人入选。戛纳首映礼结束后，MUBI买下北美、英国、爱尔兰、土耳其及印度地区发行权。电影定于2025年9月11日登陆德国院线。

## 反响
根据評論匯總网站爛番茄汇总的31篇评论文章，94%的评论家给予该作正面评价，平均打分为7.9分（满分10分）。在Metacritic上，12位影評人共給予了91分的分數（滿分100分），這部電影獲得了「一致好評」。

### 奖项
| 大奖       | 颁奖日期      | 奖项     | 获得者        | 结果 | 参考   |
| ---------- | ------------- | -------- | ------------- | ---- | ------ |
| 戛纳电影节 | 2025年5月24日 | 金棕榈奖 | 玛莎·施林斯基 | 提名 | [ 23 ] |
| 戛纳电影节 | 2025年5月24日 | 評審團獎 | 玛莎·施林斯基 | 獲獎 | [ 23 ] |